# Qualità dell'energia
In ambito elettrico, qualità dell'energia deriva dalla denominazione anglosassone di Power Quality definita dal CIGRÈ study Commitee 36 in relazione a due aspetti caratterizzanti la tensione di rete:
- continuità della tensione, ovvero mancanza di disservizio totale o parziale;
- qualità della tensione, in termini di frequenza, valore efficace e forma d'onda.

## Continuità della tensione
La Voltage Continuity è un aspetto molto importante in sede di prestazioni richieste dagli utenti alla rete di alimentazione elettrica. Una fabbrica che lavora senza pause, oppure presenta macchine con procedure d'avviamento costose, richiederà una continua fornitura di energia: quindi, anche solo una momentanea e breve interruzione della rete di dell'alimentazione comporterà un danno economico rilevante.

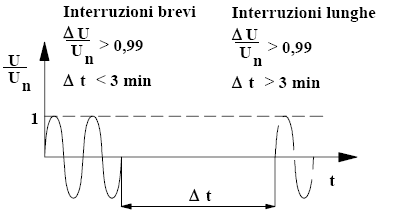
Fig.1

Per interruzione dell'alimentazione, si intende la condizione nella quale la tensione ai terminali di fornitura è inferiore all'1% della tensione nominale (fig.1). In base alla durata, si classificano tre tipi d'interruzione.
- Interruzioni lunghe: di durata superiore ai 3 minuti, sono causate da guasti permanenti e da interventi di manutenzione che richiedano il distacco della rete o del tratto di competenza; in quest'ultimo caso, gli utenti vengono avvisati in anticipo. Le utenze di media tensione (MT) sono interessate da questo tipo di disservizio anche sino a 50 volte l'anno.
- Interruzioni brevi: durano meno di 3 minuti e sono causate in genere da un guasto transitorio. Per un'utenza in MT, le indagini statistiche denunciano un numero di distacchi brevi da una decina ad un centinaio all'anno.
- Microinterruzioni: inferiori ad 1 secondo, sono causate dall'intervento dell'interruttore in testa alla linea di alimentazione che opera una rapida procedura di apertura/richiusura. Tali microinterruzioni sono in genere di durata compresa tra i 200 e i 500 ms, ma, nonostante ciò, risultano nocive per i sensibili sistemi elettronici presenti ormai nella maggior parte delle utenze.

## Qualità della tensione

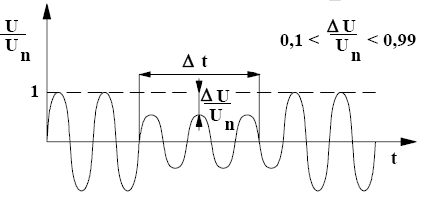
Fig.2

Per quanto riguarda la Voltage Quality, si intende la vicinanza della forma d'onda reale a quella ideale. In pratica, tale caratteristica della tensione riguarda la presenza dei disturbi, eventi che modificano il regime ideale preesistente in rete. Si valutano frequenza, ampiezza dell'onda fondamentale (valore efficace), contenuto armonico (forma d'onda), correlazione di fase tra le varie tensioni del sistema polifase.
Variazioni della frequenzaLe variazioni della frequenza della tensione di alimentazione sono un problema risolvibile facilmente, perché, se è vero che all'utente deve esser garantita una determinata frequenza (in Europa pari a 50 Hz), è anche vero che le grandi dimensioni della rete offrono una regolazione intrinseca della frequenza. Le cause principali sono da ricondursi alla generazione dell'energia e alla rete di alta e altissima tensione, dove un guasto, un distacco di un certo gruppo di generatori o la manovra di un carico elevato può comportare la modifica della frequenza della tensione di alimentazione.
Variazioni dell'ampiezzaÈ un problema legato al normale funzionamento della rete come fenomeno sede di guasti e inserzioni di grossi carichi. Si pongono in risalto qui di seguito le principali cause che determinano il peggioramento della qualità della tensione.
Buchi di tensioneI guasti non permanenti che si estinguono in tempi brevi e tali da non comportare l'intervento delle protezioni, comportano rapide diminuzioni improvvise e transitorie della tensione di alimentazione ad un valore compreso tra il 90% e l'1% della tensione nominale (fig.2). Anche l'inserzione di grossi carichi in relazione alla Potenza di cortocircuito della rete è una della principali cause casuali di questo fenomeno. Vi sono utenze che avvertono il buco di tensione con una sensibilità tale da compromettere il normale funzionamento, basti pensare a calcolatori, microprocessori, sistemi di controllo a trasduttori, contattori, illuminazione a scarica, apparecchiature elettroniche.
SovratensioniSi distinguono le sovratensioni non impulsive, che si comportano esattamente come i buchi di tensione, solo che di segno opposto (si verifica un aumento di tensione), dalle sovratensioni impulsive, che sono dei fenomeni oscillatori di ampiezza anche significativa dovuti a guasti o alla commutazione di carichi capacitivi o induttivi. In ogni caso si possono sviluppare dei transitori di durata differente che vanno a sollecitare gli isolamenti delle apparecchiature interconnesse alla rete e a produrre delle interferenze anche ai livelli più bassi della rete (da MT a BT).
Fluttuazioni e FlickerSi verificano variazioni rapide e ripetitive dell'ampiezza della tensione: nel caso di variazioni lente, la tensione devia per più del 10% rispetto al valore nominale per un tempo di almeno 10 secondi; si verificano anche variazioni rapide, qualora si manifestassero brusche deviazioni dalla tensione nominale in tempi brevissimi. Con il termine Flicker si indica invece la percezione soggettiva dello sfarfallio di una lampada a incandescenza (o fluorescenza), poiché l'occhio umano è sensibile alla variazione di luminescenza in modo diverso a seconda della frequenza. Tale sfarfallio è provocato da fluttuazioni di tensione che presentano frequenze di modulazione dei 50 Hz comprese tra i 0,5 e i 30 Hz e il disturbo è percepito dall'occhio umano come variazione del flusso luminoso della lampada.
Le cause di queste variazioni più o meno lente della tensione sono da attribuire a carichi particolari come forni e saldatrici ad arco, laminatoi, grossi motori. Gli effetti sono individuabili facilmente nei malfunzionamenti di apparecchiature quali relè e teleruttori oppure nelle già citate lampade ad incandescenza.
ArmonicheUn segnale (tensione o corrente) si può scomporre nella componente fondamentale più le sue armoniche di frequenza multipla. La presenza di armoniche causa una distorsione sulla forma d'onda ideale della componente fondamentale. Le armoniche sono prodotte da carichi non lineari come i convertitori AC/DC, da carichi inseriti da organi di manovra oppure commutati con dispositivi creati dall'elettronica di potenza. Le armoniche sono generate da dispositivi che non consumano corrente in modo uniforme, come apparecchiature elettroniche e carichi non lineari, e  possono causare malfunzionamenti e guasti ma anche degrado termico e dielettrico a lungo termine, surriscaldamento, distorsione delle forme d’onda, risonanze indesiderate e malfunzionamenti delle apparecchiature.